# Штейнман, Элиэзер
Элиэзер Штейнман (ивр. אליעזר שטיינמן‎‎; 1892, Ободовка, Ольгопольский уезд, Подольская губерния — 7 августа 1970, Тель-Авив) — еврейский писатель и эссеист. Писал на иврите и на идише.

## Биография

### Ранние годы
Элиэзер Штейнман родился в местечке Ободовка, расположенном в левобережье Днестра (теперь Тростянецкий район Винницкой области Украины). Вскоре после его рождения семья перебралась в соседнюю Бессарабию и обосновалась в Кишинёве, где Штейнман получил традиционное еврейское образование, учился в кишинёвской ешиве и получил смиху раввина. В годы обучения увлёкся светской литературой, особенно русской, и начал писать прозу на иврите, идише и русском языке.
Первые рассказы напечатал в 1909—10 годах в журналах «Решафим» (под редакцией Давида Фришмана) и «ха-Шилоах» (Послание, Одесса—Берлин). Незадолго до начала Первой мировой войны переехал в Одессу, где впервые попал в литературную среду; работал учителем. Переводил на иврит, в том числе Юхана Стриндберга, Метерлинка, Достоевского и других. В этот период начал печатать в журнале «Ха-Цфира» (Гудок, Варшава) принёсшие ему известность хасидские рассказы — «Би-йемей Бешт» (Во дни Бешта).
После революции, которую Штейнман приветствовал, жил в Москве, работал в издательстве А. И. Штыбеля. В московском ежеквартальнике «ха-Ткуфа» (Эпоха) напечатал роман «Схор Схор» (Вокруг да около, 1918), публиковал очерки в газете «ха-Ам» (Народ). В 1919 году вернулся в Одессу, вместе с Ш. Цемахом редактировал сборник «Эрец. Ле-Сифрут Яфа у-ле-Викорет» (Земля. Изящная литература и критика), выпустил брошюру «ха-Комунист ха-Иври» (Ивритский коммунист, 1919; переиздана в Израиле в 1950-е годы поэтом Авраамом Шлёнским в журнале «Орлогин» и в 2001 году Беньямином Харшавом). Штейнман пытался соединить иврит с революцией: «Пал оплот чёрного иудаизма — да здравствует красный иудаизм! будем пестовать и лелеять ивритскую культуру… напитаем её нашей кровью, вдохнем в неё мощные силы восстания. Да здравствует ивритский коммунист!»

### После отъезда
В 1920 году вернулся к семье в Кишинёв, в отошедшую уже к Румынии Бессарабию, а ещё через три года уехал в Варшаву, где печатал рассказы, эссе и очерки на иврите в «ха-Цфира» и на идише в «Дэр Момент», основал журнал «Колот» (Голоса, в 1923-24 годах вышло 11 номеров), выпустил сборник «Рассказы» (1923), роман «Эстэр Хайес» (1923) и книгу публицистики (1924) на иврите и две книги на идише — сборник рассказов и эссе о еврейских погромах на Украине.
В 1924 году переселился в Тель-Авив (Палестина) и начал сотрудничать с «ха-Арец» (Земля) и «ха-Олам» (Мир), редактировал орган Союза ивритских писателей — сборник «Месиба» (1926), затем модернистский журнала «Ктувим» (1926-33), одно из самых популярных литературных изданий страны. В связи с приездом в Тель-Авив писателя Шолома Аша (1926), Х. Н. Бялик опубликовал в журнале статью, в которой высоко оценил значение языка идиш и творчества Аша. В разгар воинственного антиидишизма эта статья вызвала шоковую реакцию, уже в начале 1927 года Союз ивритских писателей отказался признавать «Ктувим» своим органом, а в 1932 году из-за теоретических разногласий из него ушёл и Авраам Шлёнский (основав конкурирующий авангардистский журнал «Турим»), и интерес к изданию постепенно угас. Изоляции Штейнмана способствовало и то, что в быту он, как и Бялик, продолжал пользоваться идишем.

### Творчество после 1930 года
В эти годы Штейнман издал два романа — «Зугот» (Пары, 1930) и «Дудаим» (Мандрагоры, 1931), сборники эссеистики: «ха-Иесод ба-Хинух» (Основы образования, 1930), «Мешихиют» (Мессианство, 1930), «Шаар ха-Викуах» (В порядке полемики, 1933), вёл в газете «Давар» постоянную колонку. В последующие годы опубликовал десятки томов рассказов, воспоминаний, автобиографических записок, записей бесед с современными писателями, роман «Содот» (Тайны, 1938), сборник статей о первопоселенцах «Сефер Меа Шана» (Книга столетия, в соавторстве с Я. Я. Триваксом и И. Яари-Полескином), сборники эссе «Шахор Ал-Габей Тхелет» (Чёрным по голубому) и «Би-Нтивот ха-Эмуна» (По путям веры, 1943), книгу о писателях «Бе-Маагаль ха-Дорот» (В кругу поколений, 1944), повести «Бар-Минан Ду-Парцуфи» (Двуличный покойник, 1944) и «Црор Мафтехот» (Связка ключей, 1950), книгу воспоминаний «Ко Амар Фришман» (Так говорил Фришман, 1950), сборники рассказов и литературных эссе «Сиппурим кцарим» (Короткие рассказы, 1966), «ха-Яхид ве-ха-Олам» (Личность и мир, 1966), «Аин ло раата» (Глаз не видел, 1967), «ха-Мелех Айеф» (Царь устал, 1968) — история царей Саула и Давида, «Ле-Кол ґе-Халил» (Под звуки свирели, 1968).
Тогда же вышло собрание сочинений писателя в четырёх томах и серия переложенных им в беллетризованной форме для юношества классических произведений хасидской и религиозной литературы «Ялкут Маамарим» (Сборник статей), «Беэр ха-Хасидут» (Кладезь хасидизма, 1951), сборники хасидских историй «Ган ха-Хасидут» (Сад хасидизма, 1957) и «Канкан ха-Кесеф» (Серебряный кувшин, 1969), отдельные сборники рассказов о хасидских мудрецах Польши, Галиции, Венгрии и Украины, пересказ талмудических легенд «Беэр ха-Талмуд» (Кладезь Талмуда, 1963-65), книгу в память о канторе Лейбэлэ Гланце (идиш и иврит, 1965), антологии и сборники о выдающихся деятелях еврейской культуры прошлого, переводы с идиша (Книга Памяти Брест-Литовска, хасидские истории); уже посмертно, в 1971 году, вышел составленный Штейнманом том его избранной прозы на идише «Интим Мит Дэр Вэлт» (Наедине с миром, издательство «ха-Менора», Тель-Авив).
Лауреат государственной премии Израиля (1963) и литературной премии им. Бялика (1959).
Сыновья Штейнмана — израильские прозаики Давид Шахам (1923—2012, см. ивр.) и Натан Шахам (1925—2018, см. ивр.).